# Viet Thanh Nguyen
Viet Thanh Nguyen (Buôn Ma Thuột, 1971. március 13. –) vietnámi-amerikai professzor és regényíró.

## Élete
Viet Thanh Nguyen Buôn Ma Thuộtban nőtt fel, majd bátyjával és szüleivel az Egyesült Államokba menekült, amikor Saigon 1975-ben elesett. A Fort Indiantown Gap menekülttáborból egy amerikai családhoz költözött, amíg szülei San Joséban (Kalifornia) nem találtak munkát, ahol aztán iskolába járt. Angol és etnikai tanulmányokat folytatott a Berkeley-i Kaliforniai Egyetemen, majd 1997-ben doktorált angolból az UC Berkeley-n. Nguyen egyetemi oktatóként dolgozik a Dél-kaliforniai Egyetemen.
Tudományos munkája és oktatói tevékenysége mellett Nguyen 2007 óta novellákat publikál. Első regénye, a The Sympatizer 2016-ban megkapta a Pulitzer-díjat és egyéb díjakat, köztük az Andrew Carnegie-Medal és a Daytoni Irodalmi Békedíjat, valamint az Edgar Allan Poe-díjat a "Legjobb debütáló regény" kategóriában, 2017-ben pedig a Nemzetközi DUBLIN Irodalmi Díj jelöltjei közé került. Nguyen 2017-ben MacArthur-ösztöndíjat kapott, 2018-ban pedig beválasztották az Amerikai Művészeti és Tudományos Akadémia tagjai közé. Regényének sorozatadaptációja, az azonos című minisorozat 2024-ben jelent meg.
Hollywoodnak a vietnami háborúról alkotott nézetével kapcsolatban azt mondja, hogy ez az egyetlen alkalom, amikor a történelmet a vesztesek írják – az amerikaiakat a háború valódi áldozataiként ábrázolva, és figyelmen kívül hagyva a meggyilkolt vietnamiakat.

## Művei (válogatás)
- The Sympathizer – Grove Press, 2015
- The Refugees – Grove Press, 2017
- The Committed – Grove Press, 2021

### Magyarul megjelent
- A szimpatizáns (The Sympathizer) – Alexandra, Pécs, 2018 · ISBN 9789634472322 · Fordította: Csonka Ágnes

## Fordítás
- Ez a szócikk részben vagy egészben  a   Viet Thanh Nguyen című német Wikipédia-szócikk fordításán alapul.  Az eredeti cikk szerkesztőit annak laptörténete sorolja fel. Ez a jelzés csupán a megfogalmazás eredetét és a szerzői jogokat jelzi, nem szolgál a cikkben szereplő információk forrásmegjelöléseként.